# Massalongia betulifolia
Massalongia betulifolia Bremi – gatunek muchówki z rodziny pryszczarkowatych (Cecidomyiidae).

## Charakterystyka
Larwa jest monofagiem. Postać dorosła pasożytuje na dolnej stronie liści brzozy brodawkowatej tworząc wystające miny z otworem w kształcie drobnej szczelinki. Wytwarza w ciągu roku dwa pokolenia. Larwa pokolenia letniego ma barwę od białej do żółto-pomarańczowej i żyje pojedynczo na górnej stronie liścia brzozy, tworząc soczewkowate galasy o wysokości do 3 mm. Pokolenie jesienne tworzy galasy na nerwach liścia brzozy. 